# Centropogon caoutchouc
Centropogon caoutchouc là loài thực vật có hoa trong họ Hoa chuông. Loài này được (Kunth) Gleason mô tả khoa học đầu tiên năm 1925.